# Guerra russo-svedese (1590-1595)
La guerra russo-svedese del 1590–1595 scoppiò a seguito del tentativo del reggente russo Boris Godunov di occupare il territorio del Ducato di Estonia lungo il Golfo di Finlandia che, a seguito della Guerra di Livonia appartenevano all'Impero di Svezia.

## La guerra
All'inizio del 1590, scaduti i termini della Pace di Pljussa, l'esercito russo guidato dallo zar Fëdor I e da Godunov marciarono da Mosca verso Novgorod.
Il 18 gennaio attraversarono il fiume Narva e assediarono il castello svedese di Narva, comandato da Arvid Stålarm. Dopo aver espugnato anche la fortezza di Jama le forze russe occuparono l'Estonia arrivando fino a Reval (l'attuale Tallinn) e penetrarono nel territorio della Finlandia fino a Helsingfors (l'attuale Helsinki).
Il 25 febbraio, il governatore svedese Klas Henriksson Horn fu costretto a firmare un armistizio con il quale la Svezia cedeva i territori precedentemente acquisiti con la Pace di Pljussa (Jama, Koporye e Ivangorod).
Il re Giovanni III di Svezia decise tuttavia di non accettare i termini dell'armistizio e inviò una flotta per liberare Ivangorod. Nell'estate 1591 l'esercito svedese lanciò un'offensiva via terrà contro Gdov (facendo prigioniero il governatore della città, il principe Vladimir Dolgorukov) e in Carelia orientale, dove Kola e altri insediamenti russi vennero saccheggiati.
Godunov inviò il principe Volkonsky in Carelia per respingere l'attacco svedese e incaricò i generali Bogdan Belsky e Fyodor Mstislavsky ed il principe Trubetskoy di contrastare l'avanzata nemica in Finlandia.

## La pace
Dopo tre anni di guerra, nel maggio 1595, Svezia e Russia conclusero la Pace di Teusina con la quale la Russia recuperava i territori persi a seguito della Pace di Pljussa (tranne Narva) ma rinunciava alle proprie pretese sull'Estonia.